# ونسا رینبرد
ونسا رینبرد (انگلیسی: Vanessa Raynbird؛ زادهٔ ۲۸ نوامبر ۱۹۵۳) بازیکن سابق فوتبال اهل انگلستان است. او در تیم فوتبال زنان ساوتهمپتون  بازی‌ می‌کرد. بزرگترین پیروزی او با ساوتهمپتون در فینال جام جهانی ۱۹۸۱ بود. او از زمان بازنشستگی مربی پورتسموث اف سی بوده است. رینبرد در حال حاضر به عنوان مدیر فوتبال برای اتحادیه فوتبال همپشایر کار می‌کند.